# Sanne Koolen
Sanne Koolen (Nimega, 23 de marzo de 1996) es una jugadora neerlandesa de hockey sobre césped.

## Trayectoria
Koolen tuvo su debut olímpico en los Juegos Olímpicos de Tokio 2020. En su primera participación olímpica, derrotó a Argentina en la final y obtuvo la medalla de oro. En París 2024 venció a China y ganó el oro olímpico.